# Evropský hokejový pohár 1974/1975
10. ročník hokejového turnaje European Cupu.Vítězem turnaje se stala Křídla Sovětů Moskva.

## 1. kolo
- Klagenfurter AC (Rakousko) – SG Cortina Doria (Itálie) 4:3, 5:2
- HC Saint-Gervais (Francie) – Ferencvárosi TC Budapest (Maďarsko) 0:7, 2:6
- HK Olimpija Lublaň (Jugoslávie) – CSKA Septemvrijsko zname Sofija (Bulharsko) 6:2, 4:1
- Tilburg Trappers (Nizozemsko) – SG Dynamo Weißwasser (NDR) 2:3, 2:14
- Hasle/Løren IL (Norsko) – Berliner SC (NSR) 3:6, 5:7
- HIFK Helsinki (Finsko) – KS Podhale Nowy Targ (Polsko) 8:7, 6:7 (SN 3:1)

## 2. kolo
- Klagenfurter AC – Ferencvárosi TC Budapest 8:6, 5:5
- HK Olimpija Lublaň – SG Dynamo Weißwasser 4:6, 2:8
- Berliner SC – SC Bern (Švýcarsko) 3:4, 5:3
- HIFK Helsinki – Leksands IF (Švédsko) Leksands IF odstoupil

## 3. kolo
- Klagenfurter AC – SG Dynamo Weißwasser 1:8, 3:7
- HIFK Helsinki – Berliner SC 4:2, 3:1

## Semifinále
- Křídla Sovětů Moskva (SSSR) – SG Dynamo Weißwasser 4:1, 4:3
- HIFK Helsinki – ASD Dukla Jihlava 2:7 (1:2,1:2,0:3) 2. září 1975
- ASD Dukla Jihlava – HIFK Helsinki 10:4 (0:0,3:3,7:1) 6. září (utkání v Liberci)

## Finále
(17. a 19. února 1977)
- ASD Dukla Jihlava – Křídla Sovětů Moskva 3:2 (1:0,2:1,0:1) 17. února 1977
- Křídla Sovětů Moskva – ASD Dukla Jihlava 7:0 (2:0,1:0,4:0) 19. února